# گریه را به مستی بهانه کردم
«گریه را به مستی بهانه کردم» یا به اختصار «گریه را به مستی…» تصنیفی در سه بند در آواز دشتی از عارف قزوینی است که ح. سال ۱۳۲۸ ه‍.ق ساخته شد.
خوانندگان مختلفی ازجمله مرضیه در برنامه گلهای رنگارنگ ۱۷۵، عبدالوهاب شهیدی در برنامهٔ گلهای رنگارنگ ۲۶۶، محمدرضا شجریان (در دو نسخه دشتی و سه‌گاه) ، حمیرا  و محسن نامجو در آهنگ «آن مان نواران» این تصنیف را اجرا کرده‌اند.
این تصنیف دور دومی نیز داشته‌است که با مطلع «مرده بهتر آنکو هنر ندارد / نالهٔ دروغی اثر ندارد» آغاز می‌شد که باقی نمانده‌است.

## ماجرای تصنیف
عارف قزوینی گریه را به مستی را در شکایت از زمامداری ناصرالملک که در آن زمان نایب‌السلطنه احمدشاه بود، تصنیف کرده‌است. در بند سوم تصنیف آمده‌است: «شد چو ناصرالملک مملکت‌دار / خانه ماند واغیار لیس فی الدار / زین سپس حریفان خدانگهدار	/ من دگر بمیخانه خانه کردم». به گفتهٔ عارف:
وقتی این تصنیف ساخته شد که ناصرالملک نایب‌السلطنه در اروپا بود طولی نکشید مراجعت کرد و بعضی از ایرانیهای پاک‌نژاد صورت تصنیف را با پارهٔ راپرت‌های جعلی توسط پست شهری بسلطنت آباد فرستاده مجدالسلطنه پسر مقتدرالملک که رئیس تشریفات و سابقه دوستی با من داشت مرا ملامت کرده شرح فرستادن راپرت‌هایی را که از من داده شده بود و ایشان جلوگیری کرده بودند داده همینقدر دوستانه بمن گفت ملتفت خودت باش…— 
در نهایت ناصرالملک به یپرم‌خان دستور دستگیری عارف را می‌دهد و عارف مجبور می‌شود از تهران بگریزد.